# Donald Moynihan

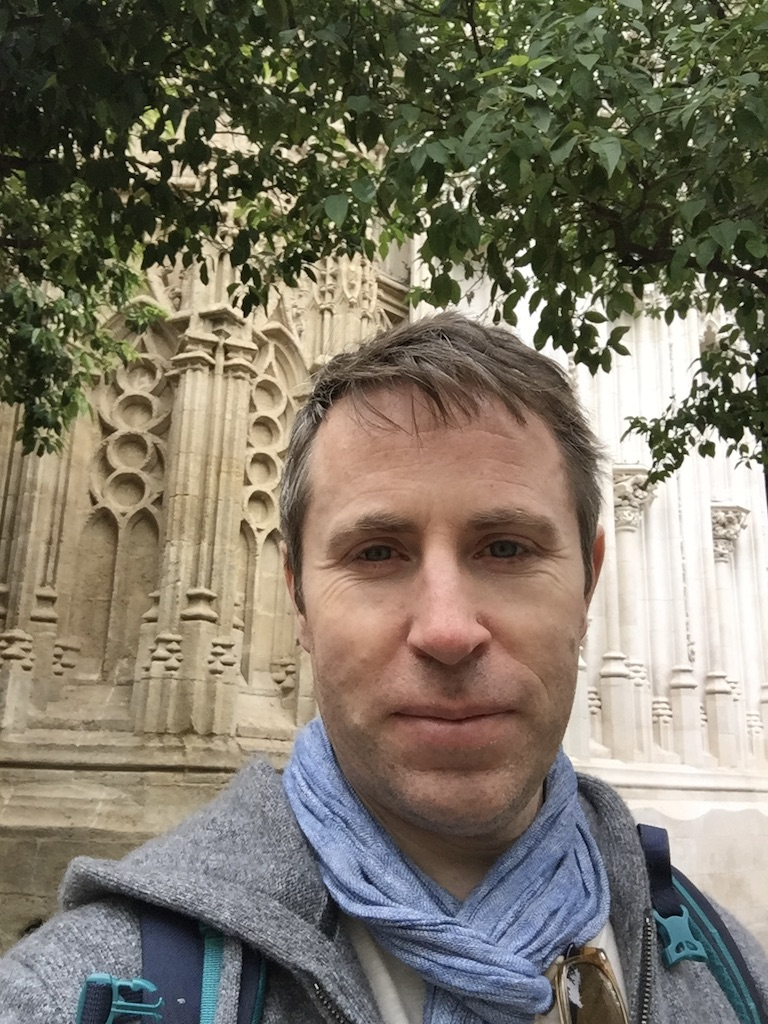
Donald Moynihan

Donald P. Moynihan ist ein irisch-amerikanischer Verwaltungswissenschaftler.

## Biografie
Moynihan ist seit 2018 Inhaber des McCourt Chairs an der McCourt School of Public Policy an der Georgetown University in Washington, D.C. Zuvor war er an der University of Wisconsin–Madison und an der Texas A&M University tätig.
In Irland geboren, legte Moynihan seinen Bachelor of Arts in öffentlicher Verwaltung an der University of Limerick und seinen Master-und Doktorgrad an der Syracuse University ab. Von 2002 bis 2005 war er Assistant Professor an der Texas A&M University und Visiting Assistant Professor an der University of Michigan; seit 2005 ist er als Hochschullehrer an der Robert M. La Follette School of Public Affairs der University of Wisconsin-Madison, zuletzt war er Direktor dieses Fachbereichs. Nach 2018 folgten weitere Lehrtätigkeiten in Pisa, Aarhus sowie an der University of Oxford. Seine Forschungsschwerpunkte sind die Verbesserung der öffentlichen Verwaltungsarbeit sowie die Erleichterung des Zugangs zu und der Kommunikation mit der Verwaltung für die Bevölkerung.

## Auszeichnungen
- 2009, 2011, 2013: Wholey Award der American Society for Public Administration für herausragende Beiträge zur Effizienz in öffentlichen und Non-Profit-Organisationen[2]
- 2011: Preis der National Academy of Public Administration für seine Forschungen zu sozialer Gleichheit[2]
- 2012: Distinguished Reasearch Award der National Association of Schools of Public Affairs and Administration  und der American Society of Public Administration[2]
- 2014: Kershaw Award für herausragende Beiträge zum Studium von Management und öffentlicher Verwaltung von unter 40 Jahre alten Wissenschaftlern, vergeben von Mathematica, Inc. und der Association of Public Policy and Management[2]
- 2022: Herbert Simon Award  der Midwestern Political Science Association für Studien zur Bürokratie[2]

## Bücher
- Behavioral Public Performance. How People Make Sense of Government Metrics[2] DOI: https://doi.org/10.1017/9781108761338, Online ISBN 9781108761338, Cambridge University Press, 2020
- Administrative Burden, von Pamela Herd und Donald Moynihan,[2] Rezension in The New York Review of Books
- The Dynamics of Performance Management: Constructing Information and Reform, Georgetown University, 2008[2]
- mit Ivor Beazley: Towards Next Generation Performance Budgeting, Washington D.C. 2016, ISBN (Papier): 978-1-4648-0954-5, ISBN (electronisch): 978-1-4648-0955-2, DOI: https//doi.org/10.1596/9781464809545, Buch als Downstream